# Bamački znakovni jezik
Bamački znakovni jezik (ISO 639-3: bog), znakovni jezik gluhih osoba kojim se služi nepoznat broj ljudi na području Bamaka u Maliju. temeljen je na američkom znakovnom jeziku [ase].
Škola za gluhu djecu s trri razreda nalazi se u Bamaku. Nije poznato koristi li se i na širem području od Bamaka.

## Vanjske poveznice
- Ethnologue (14th)
- Ethnologue (15th)
- Sign language for hearing impaired children[neaktivna poveznica]